# Daniel Hilpert (Eishockeyspieler)
Daniel Hilpert (* 27. Juli 1981 in Aschaffenburg) ist ein ehemaliger deutscher Eishockeyspieler, der unter anderem beim ERC Ingolstadt, EV Duisburg, EHC München und bei den Hannover Indians aktiv war.

## Karriere
Hilpert begann seine Laufbahn bei den Junioren der Starbulls Rosenheim im Jahr 1997. 1999 schloss er sich den Jungadlern Mannheim an, einer Nachwuchsmannschaft des DEL-Rekordmeisters Adler Mannheim, die in der Deutschen Nachwuchsliga antritt und in der talentierte junge Spieler an das Profigeschäft herangeführt werden. Über die Mannschaft der Landshut Cannibals gelang dem Linksschützen dann in der Saison 2003/04 der Wechsel in die DEL zum ERC Ingolstadt.
Für den Ligakonkurrenten EV Duisburg, für den er zwischen 2007 und 2009 aufs Eis ging, absolvierte er insgesamt 103 DEL-Partien und erzielte dabei 18 Scorerpunkte. Nachdem der EVD im Jahr 2009 aus der DEL ausgeschlossen wurde, verließ Hilpert den Verein und wechselte zum EHC München. Nach der Auflösung seines Kontrakts beim EHC München wurde der Verteidiger im Mai 2011 von den Hannover Indians verpflichtet.
Nach der Insolvenz der Hannover Indians wechselte er im Juli 2013 zum SC Riessersee. Nach einer DEL2-Saison beim SC Riessersee unterschrieb Hilpert einen Vertrag beim in der viertklassigen Bayernliga spielenden TEV Miesbach. Grund für den Wechsel war die auf das Ende seiner Profi-Karriere folgende Umschulung. 2017 beendete er seine Karriere beim EHC Waldkraiburg.

### International
1999, 2000 und 2001 spielte Hilpert zudem bei drei Junioren-Weltmeisterschaften und erzielte dabei ein Tor.
- U 18 B-WM  2. Platz 2000
- U 20 B-WM  2. Platz 2001

### Erfolge
- DEL-Hauptrundenzweiter 2006 (ERC Ingolstadt)
- Aufstieg in die DEL 2010 (EHC München)
- Deutscher Zweitliga-Meister 2010 (EHC München)
- Deutscher Zweitliga-Vizemeister 2009 (EHC München)
- Aufstieg in die 2. Bundesliga 2002 (EV Landshut)
- Deutscher Oberligameister 2002 (EV Landshut)
- Aufstieg in die Eishockey-Oberliga 2016 (EHC Waldkraiburg)
- Bayerischer Meister (4. Liga) 2016 (EHC Waldkraiburg)

## Karrierestatistik
(Legende zur Spielerstatistik: Sp oder GP = absolvierte Spiele; T oder G = erzielte Tore; V oder A = erzielte Assists; Pkt oder Pts = erzielte Scorerpunkte; SM oder PIM = erhaltene Strafminuten; +/− = Plus/Minus-Bilanz; PP = erzielte Überzahltore; SH = erzielte Unterzahltore; GW = erzielte Siegtore; 1 Play-downs/Relegation; Kursiv: Statistik nicht vollständig)